# Christine Wilhelmi

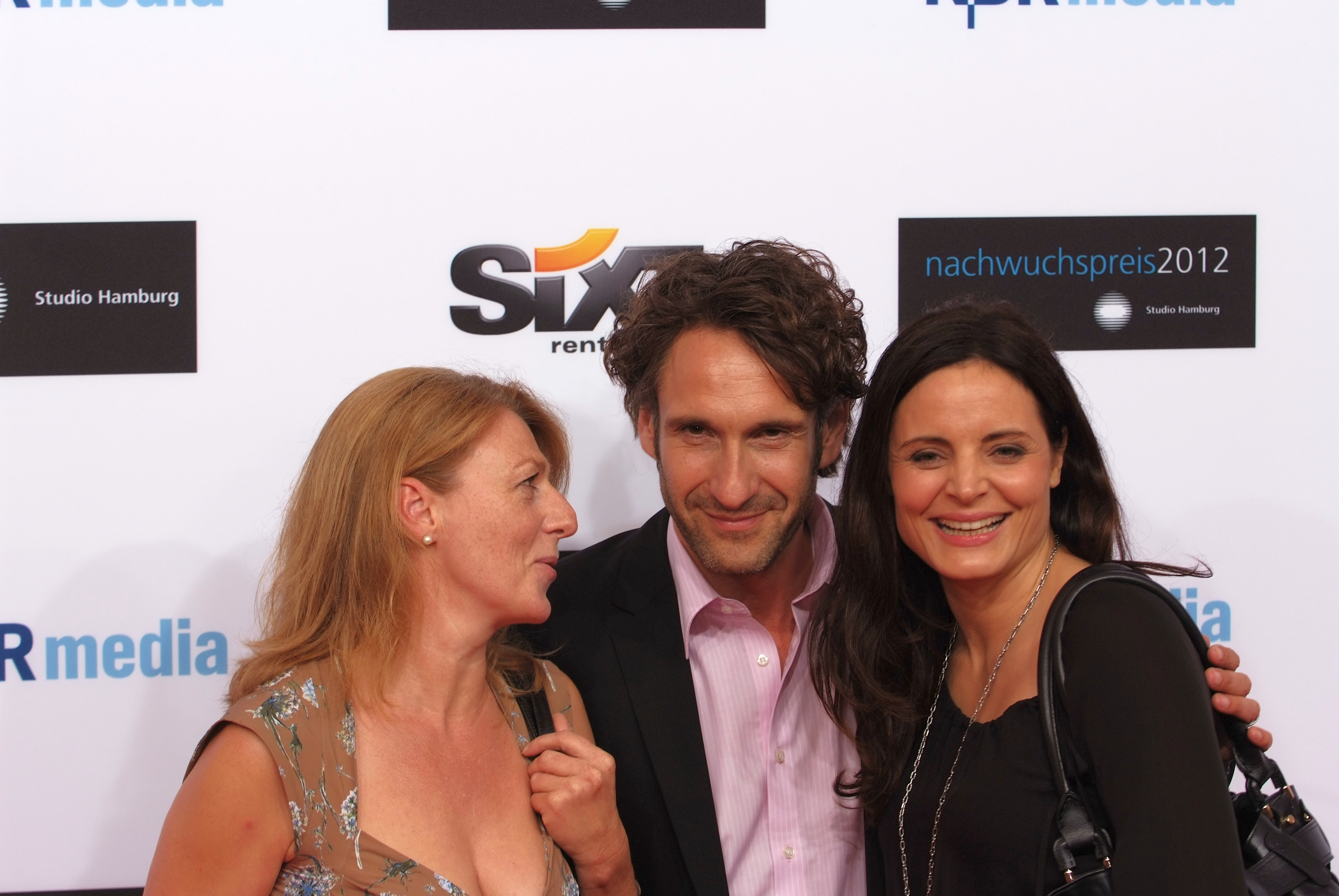
Christine Wilhelmi (li.) mit Rote-Rosen-Kollegen Falk-Willy Wild und Elisabeth Lanz auf dem roten Teppich zum Studio Hamburg Nachwuchspreis 2012

Christine Wilhelmi (* 1963 in Goslar) ist eine deutsche Schauspielerin.

## Leben
Christine Wilhelmi, die in Goslar aufgewachsen ist, wechselte nach dem Abitur am Ratsgymnasium Goslar 1983 nach Hamburg, um dort ihre Ausbildung zur Schauspielerin im Bühnenstudio von Hedi Höpfner zu starten und an der Hochschule für Musik und Theater weiter zu verfolgen. Sie wurde unter anderem von Ursula Gompf unterrichtet. Schon während ihrer Zeit an der Hochschule erhielt sie von Friedrich Schütter ein Engagement am Ernst Deutsch Theater in Hamburg und spielte dort unter der Regie von Karl Paryla. Engagements an verschiedenen Hamburger Bühnen schlossen sich an, so zum Beispiel am St. Pauli Theater sowie am Thalia Theater.
Wilhelmi spielte seit 2000 auch in vielen Film- und vor allem Fernsehproduktionen mit und trat vermehrt im Krimi-Genre auf, so beispielsweise in der Tatort-Reihe, in Stahlnetz, Doppelter Einsatz, Der Ermittler oder in Notruf Hafenkante.
2012 war Wilhelmi als „Professor Regina Harzfeld-Winter“ in der ARD Telenovela Rote Rosen zu sehen.
Christine Wilhelmi lebt mit ihrem Mann und zwei Töchtern in Hamburg.

## Filmografie
- 2001: Doppelter Einsatz
- 2002: Stahlnetz
- 2002: Streit um drei
- 2003: Broti & Pacek – Irgendwas ist immer (Folge Die Verschwörung)
- 2003: Die Ärztin
- 2004: Tatort: Abschaum
- 2004: Stubbe – Von Fall zu Fall
- 2004: Brief eines Unbekannten
- 2004: Der Ermittler
- 2005: Der Landarzt
- 2005: Tatort: Schattenhochzeit
- 2006: 4 gegen Z
- 2007: Obi Einpacken
- 2007: Die Pfefferkörner (Folge Ein neuer Anfang)
- 2007: Liebling, wir haben geerbt!
- 2008: Notruf Hafenkante (Fernsehserie, Folge Wo ist Luisa?)
- 2008: Das große Tatort-Quiz
- 2009: Rote Rosen (Nebencast)
- 2010: Unter anderen Umständen (Folge Mord im Watt)
- 2011: Lebe dein Leben
- 2012: Rote Rosen (Hauptcast)
- 2022: Tatort: Das Verhör
- 2024: Morden im Norden (Fernsehserie, Folge Merli)
- 2022: Pumpen (Fernsehserie)

## Theater-Auftritte
- 1985–2000: Gastengagements
- 2004: Die Perser (Rolle: Atossa), Zeisehallen, Hamburg
- 2004: War Zone (Rolle: Elena F.), Zeisehallen
- 2006: Die Frau von früher (Rolle: Claudia), Thalia Theater, Hamburg
- 2007/2008: Tödliches Erbe (Rolle: Lady Manley Prowe), Imperial Theater, Hamburg
- 2008/2009: Der Gartenzaun (Rolle: Marianne Jäger), Hamburger Sprechwerk
- 2008: 5 Frauen und ein Mord (Rolle: Mrs. Heartstone), Imperial Theater
- 2008/2009: Kapitel 13 (Rolle: Bernice), Imperial Theater
- 2009: Agnes - Engel im Feuer (Rolle: Mutter Miriam Ruth), Imperial Theater
- 2010: Der Hund von Baskerville (Rolle: Lady Adelaide Mortimer), Imperial Theater
- 2010/2011: Die seltsamem Gräfin (Rolle: Mary Pinder), Imperial Theater
- 2011: Der unheimliche Mönch (Rolle: Mrs. Elvery), Imperial Theater
- 2012: Polizeirevier Davidwache (Rolle: Rosi Höppner), Imperial Theater
- 2014: Mitternachtsspitzen (Rolle: Tante Bee), Imperial Theater